# Драган Спасески
Драган Спасески с псевдоним Охридски (на македонска литературна норма: Драган Спасески - Охридски) е северномакедонски лекар, писател и художник.

## Биография
Драган Спасески е роден на 22 юни 1960 година в Охрид, тогава във Федерална Югославия, днес в Северна Македония. Завършва Медицинския факултет на Скопския университет. Работи като лекар в родния си Охрид.
Спасески е автор на няколко книги с поезия. Освен това рисува и излага картините си в собствената си галерия „Резонанса“ в Охрид. Има изложби в САЩ, Германия, Сърбия, Черна гора. Създава и различни мултимедийни проекти и се занимава с дизайн. В 2012 година Спасески публикува пет книги поезия с по 100 стихотворения, по повод 50-годишнината си, като всички проекти са мултимедийни. В 2015 година излиз монографията на Деян Гьорич „Охридска Мадона“, която съдържа картини и поезия на Драган Спасески.